# Первый сейм в Ленчице
«Первый сейм в Ленчице — Написание законов — Прекращение грабежей» (пол. W Łęczycy pierwszy sejm — Spisanie praw — Ukrócenie rozbojów) — картина польского художника Яна Матейко на исторический сюжет, созданная в 1888 году. Четвёртая и по времени действия и по дате создания часть цикла «История цивилизации в Польше». Хранится в Национальном музее в Варшаве.

## Описание и судьба картины
На картине изображено собрание польской знати, которое состоялось в городе Ленчица в 1180 году (а не в 1182 году, как думал Матейко). На этом собрании были приняты постановления, регулировавшие взаимоотношения светской власти и церкви: князь отказался от своих прав в отношении церковного имущества и сократил выплаты католических иерархов властям. Участники встречи признали Казимира Справедливого князем-принцепсом вопреки действовавшему в Польше сеньориальному праву, и это событие сыграло важную роль в истории польской монархии.
В строгом смысле съезд 1180 года не был сеймом: участвовавшие в нём вельможи были членами княжеского совета, а не представителями каких-то территорий. Однако Матейко использовал в названии картины слово «сейм», связывая с показанным событием начало шляхетской демократии. На полотне он изобразил весь цвет польской аристократии конца XII века, собравшийся, по-видимому, в ленчицкой коллегиальной церкви. Казимир Справедливый сидит на троне в левой части картины, держа книгу (согласно комментарию самого Матейко — свод законов, одобренный римским папой). Перед ним, спиной к зрителю, стоит епископ краковский Гедко, читающий папскую буллу, за ним — краковский воевода Николай Лис. Рядом с престолом, с обнажённым мечом в руке, стоит племянник Казимира Роман Мстиславич Волынский (Матейко в комментарии по ошибке назвал его Мстиславом). У левого края полотна сидит жена Казимира Елена с маленькими сыновьями — Лешком (впоследствии Лешко Белый) и Конрадом (впоследствии Конрад Мазовецкий).
Другие персонажи картины — брат Казимира Мешко Старый (он изображён слева на переднем плане, беседующим с бывшим краковским кастеляном Кетличем, и явно представлен как человек, затевающий козни), воевода Мазовии Жиро, центральная фигура в правой части изображения. Перед Жиро сидят трое Пястов младшего поколения — Лешек Болеславович, Болеслав Долговязый, сын Мешко Старого Одон. За ними стоит, предположительно, зять Мешко Богуслав, князь Щецина. На скамье у стены сидят шесть епископов, в глубине помещения теснится толпа лиц светских и духовных, в которой трудно кого-то разобрать. При этом Матейко составил подробный список всех персонажей.